# Полигональная кладка
Полигональная кладка (греч. πολλά — много и γωνία — угол) — тип кладки, выполненный из притёсанных друг к другу многоугольных камней, состыкованных под произвольными углами. 
Полигональная кладка относится к системно-культурным кладкам и подразделяется на монолитную (используются камни одной горной породы), полилитную (разные горные породы, либо камни одной породы, но разных расцветок) и декоративную (комбинированную).

## История
Этот тип кладки широко применялся в прошлом, начиная с глубокой древности, что позволяло значительно сократить объём работ, так как не требовало подгонки каждого камня под определённые размеры, а давало возможность использовать их естественную форму, обрабатывая только прилегающие поверхности стыков. Многие сооружения древней Греции и Рима построены по этой технологии (например, подпорная стена террасы храма Аполлона в Дельфах длиной 83 метра, построенная около 500 года до н. э.).
Наиболее впечатляющих результатов в использовании этого типа кладки добились древние строители Южной Америки. Один из самых известных примеров — город Тиуанако одноименной культуры, в котором сохранился грандиозный храм Каласасайя.
Позднее эту технологию довели до совершенства инки, оставившие множество памятников, выполненных в таком стиле. Они обрабатывали, и с невероятной точностью подгоняли друг к другу огромные монолиты, весом по несколько тонн. Большинство сооружений построено без скрепляющего раствора, и камни держатся вместе только благодаря собственному весу.
Многие сооружения колониального периода в Куско построены на основаниях старых индейских построек, от которых сохранилось по 2—3 метра полигональной кладки. Выше идет более поздняя кладка из камня или кирпича. Крепость Саксайуаман возведена из камней, многие из которых превышают высоту человеческого роста.
Отличные образцы полигональной кладки имеются в древних городах и крепостях инков: Мачу-Пикчу, Ольянтайтамбо, Тамбомачай, Пука-Пукара, Интиуатана, Румиколка, Чукито и др.
После изобретения более совершенных способов распилки камня полигональная кладка сменилась другими видами кладки, менее трудоёмкими и более дешевыми. Однако в некоторых средневековых замках и оборонительных сооружениях Европы эта технология использовалась и позднее.
В России полигональную кладку можно встретить в городе Кронштадт на острове Котлин.
В современной архитектуре полигональная кладка изредка применяется для постройки цокольной части зданий и в дизайнерских проектах.
- Дельфы. Подпорная стена
- Тиуанако, Боливия
- Ольянтайтамбо, Перу
- Саксайуаман, Перу
- Саксайуаман, Перу
- Интиуатана[англ.], Перу
- Пука-Пукара, Перу
- Куско, Перу
- Куско, Перу
- Тамбомачай, Перу
- Мачу-Пикчу, Перу
- Мачу-Пикчу, Перу
- Гиза, Египет
- Платформа Аху Винапу, Остров Пасхи
- Погребальные башни. Пуно, Перу
- Погребальная башня там же